# 어머니 왜 나를 낳으셨나요
"어머니 왜 나를 낳으셨나요"는 1972년 공개된 대한민국의 영화이다.

## 배역
- 남진
- 윤정희
- 윤일봉